# Mateusz Kuzimski
Mateusz Kuzimski (Tczew, 26 giugno 1991) è un calciatore polacco, attaccante dell'Hutnik Cracovia.

## Caratteristiche tecniche
È un attaccante dotato di un ottimo senso del gol e di tanta determinazione. 
Grazie alla sua statura non elevatissima, riesce ad agire anche come seconda punta e trequartista. Nel corso della carriera è stato impiegato anche come esterno in un tridente, o addirittura sulla linea del centrocampo.
L'allenatore dell'Histon, parlando di lui alla BBC ha detto: "La sua fame di gol era impressionante. Mateusz è un bravo ragazzo a cui piace il duro lavoro. Lo ricordo molto calorosamente".

## Carriera
Nato a Tczew, Kuzimski muove i suoi primi passi calcistici in due squadre della sua città, l'Unia e il Wisła. Passa successivamente al settore giovanile dell'Arka Gdynia, che però lo cede al Gryf Tczew, con il quale esordisce in III liga, quarto livello del calcio polacco. Dopo appena una gara giocata con i biancorossi passa in prestito al Miedz Legnica, militante nella terza divisione, con cui esordisce il 20 aprile sul campo del Bytovia Bytów. A marzo l'opzione del prestito viene terminata, e Kuzimski fa ritorno al Gryf, dove realizza il suo primo gol fra i "grandi", nella sconfitta per 1-3 contro il Dąb Dębno. 
Nel 2013 si trasferisce in Inghilterra con la famiglia in cerca di lavoro. Nel frattempo gioca nelle serie minori, prima con il Cambridge City e poi con l'Histon.
Nel 2015 fa ritorno in Polonia, firmando con il Gryf Wejherowo. Con i gialloneri debutta il 1º agosto, realizzando una rete che regala i tre punti contro il Legionovia. La stagione si rivela molto prolifica per Kuzimski, che realizza il suo record personale di reti, sei.
L'anno successivo inizia nuovamente con i gialloneri, segnando un gol in Puchar Polski, ma si trasferisce pochi giorni dopo al Bałtyk Gdynia. La prima stagione con i biancoblu è positiva, ma è nella seconda che arriva la definitiva esplosione: con 26 gol in 33 partite si merita la chiamata dalla I liga, la seconda divisione del calcio polacco.
Vi esordisce il 21 luglio 2018 con la maglia del Bytovia, giocando da titolare sul campo dell'appena retrocesso Nieciecza. In occasione del suo debutto realizza anche il gol che sblocca la partita. Durante la stagione si alterna nel ruolo di attaccante e di esterno destro, totalizzando otto reti in campionato più una in Coppa.
Il 25 giugno 2019 passa al Chojniczanka Chojnice. Con i giallorossi gioca un ottimo campionato a livello personale, laureandosi vicecapocannoniere (alle spalle di Fabian Piasecki) del campionato di seconda divisione, ma non riuscendo ad impedire la retrocessione dei suoi.
Il 13 agosto 2020 passa al neopromosso Warta Poznań, firmando un contratto annuale con opzione di prolungamento per il secondo. Esordisce con la nuova maglia in Puchar Polski realizzando un gol contro il Błękitni nella gara poi vinta ai calci di rigore. In campionato esordisce alla prima giornata, iniziando dalla panchina. Dalla seconda, viene schierato regolarmente titolare, e il 19 ottobre 2020 arriva il suo primo gol in massima serie nella gara contro il Podbeskidzie Bielsko-Biała. Con il passare delle giornate, Kuzimski sembra acquisire maggiore dimestichezza con il nuovo campionato, segnando contro Stal Mielec, Wisła Kraków e Jagiellonia Białystok. La prima stagione in Ekstraklasa si rivela molto positiva, tanto che ottiene la conferma anche per l'anno successivo.
Tuttavia, il 2021-2022 si rivela molto più complicato sia per gli zieloni che per Kuzimski stesso. I risultati stentano ad arrivare, così come le marcature personali, e la squadra si ritrova invischiata nella lotta per la retrocessione. A febbraio, dunque, quando la concorrenza interna con Zreľák vede la definitiva vittoria dello slovacco, viene deciso di cederlo a titolo definitivo all'Arka Gdynia.

## Statistiche

### Presenze e reti nei club
Statistiche aggiornate al 20 febbraio 2022.
| Stagione            | Squadra               | Campionato      | Campionato | Campionato | Coppe nazionali | Coppe nazionali | Coppe nazionali | Coppe continentali | Coppe continentali | Coppe continentali | Altre coppe | Altre coppe | Altre coppe | Totale | Totale |
| Stagione            | Squadra               | Comp            | Pres       | Reti       | Comp            | Pres            | Reti            | Comp               | Pres               | Reti               | Comp        | Pres        | Reti        | Pres   | Reti   |
| ------------------- | --------------------- | --------------- | ---------- | ---------- | --------------- | --------------- | --------------- | ------------------ | ------------------ | ------------------ | ----------- | ----------- | ----------- | ------ | ------ |
| ago. 2011           | MKS Gryf Tczew        | 3L              | 1          | 0          | PP              | 0               | 0               | -                  | -                  | -                  | -           | -           | -           | 1      | 0      |
| ago. 2011-mar. 2012 | Miedź Legnica         | 2L              | 6          | 0          | PP              | 0               | 0               | -                  | -                  | -                  | -           | -           | -           | 6      | 0      |
| mar.-mag. 2012      | MKS Gryf Tczew        | 3L              | 3          | 1          | PP              | 0               | 0               | -                  | -                  | -                  | -           | -           | -           | 4      | 1      |
| 2012-2013           | MKS Gryf Tczew        | 3L              | ?          | ?          | PP              | ?               | ?               | -                  | -                  | -                  | -           | -           | -           | ?      | ?      |
| 2013-2014           | Cambridge City        | SFL             | ?          | ?          | -               | -               | -               | -                  | -                  | -                  | -           | -           | -           | ?      | ?      |
| 2014-2015           | Histon                | SFL             | 24         | 3          | -               | -               | -               | -                  | -                  | -                  | -           | -           | -           | 24     | 3      |
| 2015-2016           | Gryf Wejherowo        | 2L              | 27         | 6          | PP              | 0               | 0               | -                  | -                  | -                  | -           | -           | -           | 27     | 6      |
| lug. 2016           | Gryf Wejherowo        | 3L              | 0          | 0          | PP              | 1               | 1               | -                  | -                  | -                  | -           | -           | -           | 1      | 1      |
| ago. 2016-2017      | Bałtyk Gdynia         | 3L              | 29         | 8          | PP              | 0               | 0               | -                  | -                  | -                  | -           | -           | -           | 29     | 8      |
| 2017-2018           | Bałtyk Gdynia         | 3L              | 33         | 26         | PP              | 0               | 0               | -                  | -                  | -                  | -           | -           | -           | 33     | 26     |
| 2018-2019           | Bytovia Bytów         | 1L              | 33         | 8          | PP              | 2               | 1               | -                  | -                  | -                  | -           | -           | -           | 35     | 9      |
| 2019-2020           | Chojniczanka Chojnice | 1L              | 30         | 15         | PP              | 1               | 0               | -                  | -                  | -                  | -           | -           | -           | 31     | 15     |
| 2020-2021           | Warta Poznań          | E               | 29         | 7          | PP              | 3               | 3               | -                  | -                  | -                  | -           | -           | -           | 32     | 10     |
| 2021-feb. 2022      | Warta Poznań          | E               | 22         | 1          | PP              | 1               | 0               | -                  | -                  | -                  | -           | -           | -           | 23     | 1      |
| feb.-mag. 2022      | Arka Gdynia           | 1L              | 0          | 0          | PP              | 0               | 0               | -                  | -                  | -                  | -           | -           | -           | 0      | 0      |
| Totale carriera     | Totale carriera       | Totale carriera | 237        | 65         |                 | 8               | 5               |                    | -                  | -                  |             | -           | -           | 245    | 70     |